# Waltham (Minnesota)
Waltham es una ciudad ubicada en el condado de Mower en el estado estadounidense de Minnesota. En el Censo de 2010 tenía una población de 151 habitantes y una densidad poblacional de 126,47 personas por km².

## Geografía
Waltham se encuentra ubicada en las coordenadas 43°49′13″N 92°52′30″O / 43.82028, -92.87500. Según la Oficina del Censo de los Estados Unidos, Waltham tiene una superficie total de 1.19 km², de la cual 1.19 km² corresponden a tierra firme y (0%) 0 km² es agua.

## Demografía
Según el censo de 2010, había 151 personas residiendo en Waltham. La densidad de población era de 126,47 hab./km². De los 151 habitantes, Waltham estaba compuesto por el 97.35% blancos, el 0% eran afroamericanos, el 0% eran amerindios, el 0.66% eran asiáticos, el 0% eran isleños del Pacífico, el 0% eran de otras razas y el 1.99% pertenecían a dos o más razas. Del total de la población el 1.99% eran hispanos o latinos de cualquier raza.